# Дунав (ансамбъл)
Вижте пояснителната страница за други значения на Дунав.
Ансамбълът за народни песни танци „Дунав“ във Видин е създаден през 1971 г. с цел издирване, съхранение и популяризиране на българския фолклор, особено от Видинския край.
Важен художествен принцип в работата на ансамбъла е запазването на характерните особености на музикалния, песенен и танцов фолклор на Северозападна България. В богатата си и разнообразна програма ансамбъл „Дунав“ включва музика, песни и танци и от други фолклорни области на България, което допринася за по-голямо разнообразие и атрактивност на спектаклите му. Дългогодишен ръководител на ансамбъла е Генчо Генчев – изтъкнат композитор, диригент и познавач на местния фолклор.
Темпераментните танци, характерните песни, инструментални изпълнения, всичко това съчетано с красивите костюми, прави концертите неповторимо изживяване за публиката. Плод на дългогодишна работа на ансамбъла са 2 дългосвирещи грамофонни плочи, CD, видео касета, 10 филма за БНТ и 3 местни телевизии, записи за БНР. С много любов и професионализъм участниците в ансамбъла представят изкуството си пред публика в страната и чужбина.

## Награди
Ансамбъл „Дунав“ е носител на:
- Голямата награда „Златната брадва“ на Международния фолклорен фестивал в Закопане (Полша),
- Голямата награда на фестивала в Турну Северин (Румъния),
- лауреатски звания от фестивали в Охрид (Северна Македония) и Нови Сад (Сърбия).

С голям успех състава е гостувал в: Австрия, Германия, Турция, Египет, Италия, Македония, Полша, Румъния, Чехия, Унгария, Украйна, Испания, Босна и Херцеговина, Нидерландия.

## Художествен състав
- Диригент: Дилян Митов
- Хореограф: Димитър Карчев